# Федянина, Нина Архиповна
Ни́на Архи́повна Федя́нина (10 июля 1936 — 5 февраля 2022) — советский российский лингвист, доктор филологических наук, профессор.
Научные интересы были связаны с

## Образование
Окончила романо-германское отделение филологического факультета Московского государственного университета имени М. В. Ломоносова и аспирантуру Института языкознания АН СССР.
В 1977 году в Институте русского языка им. А. С. Пушкина защитила диссертацию на соискание ученой степени кандидата филологических наук, тема: "Ударение глагола в современном русском языке:" по специальности 10.02.01 — Русский язык. В 1991 году в СПбГУ защитила диссертацию на соискание ученой степени доктора филологических наук, тема: "Ударение в современном русском языке" по специальности 10.02.01 — Русский язык (официальные оппоненты доктор филологических наук, профессор А. И. Моисеев,  доктор филологических наук, профессор В. Л. Воронцова, доктор филологических наук, профессор В.М. Винницкий).

## Преподавательская деятельность
В Научно-методическом центре русского языка при МГУ имени М. В. Ломоносова (впоследствии — в Институте русского языка имени А. С. Пушкина) работала с 1966 года. Профессор кафедры общего и русского языкознания.

## Научная и методическая деятельность
Профессор Н. А. Федянина — ученица А. А. Реформатского.  Является автором более 100 научных, научно- и учебно-методических работ по фонологии, морфологии, акцентологии. Индекс Хирша — 5.
Автор вводно-фонетического курса в рамках учебно-методического комплекса «Русский язык для всех» (26 изданий, обладатель Государственной премии СССР), соавтор серии видеоуроков «Так говорят русские» (20 изданий с 1969 г.) и учебника «Russian Stage One».

## Основные научные труды

#### Научные работы
Федянина, Н. А. Я. К. Грот об ударении / Н. А. Федянина // Культура русской речи (Гротовские чтения) : V Международная научная конференция, Москва, 16–18 февраля 2017 года. — Москва: Институт русского языка им. В.В. Виноградова РАН, 2017. — С. 105.
Федянина, Н. А. делимитативная функция / Н. А. Федянина // Фонетика сегодня : материалы докладов и сообщений VIII международной научной конференции, Москва; Санкт-Петербург, 28—30 октября 2016 года. — Москва; Санкт-Петербург: Общество с ограниченной ответственностью "Нестор-История", 2016. — С. 114—116.
Федянина, Н. А. Классификация русских глаголов / Н. А. Федянина // Русская грамматика 4.0 : Сборник тезисов Международного научного симпозиума, Москва, 13–15 апреля 2016 года / Под общей редакцией В.Г. Костомарова. – Москва: Государственный институт русского языка им. А.С. Пушкина, 2016.— С. 193—196.
Федянина, Н. А. Заимствования в русской речи / Н. А. Федянина // Филологическое образование в современных исследованиях: лингвистический и методический аспекты : Материалы Международной научно-практической конференции, Москва, 19 мая 2015 года / Гос. ИРЯ им. А.С. Пушкина. – Москва: Ремдер, 2015. — С. 82—86.
Федянина, Н. А. Фонетика и обучение языку / Н. А. Федянина // Русский язык за рубежом. — 2015. — № 4(251). — С. 17-23.
Федянина, Н. А. ЧИТАЯ ГРОТА (Заметки акцентолога) / Н. А. Федянина // Труды института русского языка им. В.В. Виноградова. — 2014. — № 2. — С. 134—143.
Федянина, Н. А. Русское ударение / Н. А. Федянина // Русский язык за рубежом. — 2013. — № 3(238). — С. 56—61.
Федянина, Н. А. Ударение как проблема культуры речи / Н. А. Федянина // Вопросы культуры речи. Том 10. — Москва, 2011. — С. 185-190.
Федянина, Н. А. Акцентологические заметки / Н. А. Федянина // Наш язык: поиск нового в традиционном : сборник научных трудов / Государственный институт русского языка им. А.С. Пушкина. — Москва : Государственный институт русского языка им. А.С. Пушкина, 2006. — С. 113—120.
Федянина, Н. А. Акцентная вариантность (существительные мужского рода) / Н. А. Федянина // От слова к делу : Сборник докладов, Москва, 30 июня – 05 2003 года. — Москва: Государственный институт русского языка им. А.С. Пушкина, 2003. — С. 349—359.
Федянина, Н. А. Ударение и структура русского глагола / Н. А. Федянина // Wiener Slawistischer Almanach. — 1993. — Т. 31. — С. 219—243.
Федянина, Н. А. Проблемы обучения фонетике на курсах русского языка / Н. А. Федянина // Краткосрочное обучение русскому языку иностранцев. Формы и методы. — Москва : Русский язык, 1983. — С. 178—190.
Федянина, Н. А. Проблемы сопоставления фонологических систем родного и изучаемого языков / Н. А. Федянина // Русский язык за рубежом. — 1979. — № 1. — С. 16-17.
Федянина, Н. А. Основные черты русской фонетики в сопоставлении с английской / Н. А. Федянина // Русский язык за рубежом. — 1979. — № 2. — С. 27-35.
Битехтина, Г. А. и др. Русский язык. Этап I / Г. А. Битехтина, Д. Дэвидсон, Т. М. Дорофеева, Н. А. Федянина // Русский язык за рубежом. — 1979. — № 3.— С. 33—41.

#### Учебники и учебные пособия
Степанова, Е. М. и др. Русский язык для всех : Учебник / Е. М. Степанова, З. Н. Иевлева, Л. Б. Трушина и др. / ред. В. Г. Костомаров  — 12-е издание. — Москва : Русский язык, 1988. — 304 с.
Федянина, Н. А. Ударение в современном русском языке / Н. А. Федянина ; Редактор С.Н. Лацис, Художник Н.Н. Симагин. — 2-е издание, переработанное и дополненное. — Москва : Русский язык, 1982. — 302 с.
Башилова, О. П. и др. Русский язык для всех : Учебник / О. П. Башилова, Н. А. Федянина, Е. М. Степанова и др. — 4-е издание. — Москва : Русский язык, 1978. — 414 с.
Федянина, Н. А. Ударение в современном русском языке / Н. А. Федянина ; Редактор С.Н. Лацис, Художник Н.Н. Симагин, Художественный редактор Г.И. Петушкова, Технический редактор Г.П. Бледных, Корректор Т.О. Тарасова. — Москва : Русский язык, 1976. — 304 с.
Крылова, Н. Г. и др. Так говорят русские : Для лиц, говорящих на английском языке / Н. Г. Крылова, Н. И. Самуйлова, Н. А. Федянина. — Москва : Русский язык, 1976. — 359 с.

#### Прочее
Федянина, Н. А. Акцентология / Н. А. Федянина // Русский язык : энциклопедия. – Москва : Советская энциклопедия, 1979. — С. 16—17.